# Achille Fortier
Achille Fortier (Saint-Clet (Québec), 23 oktober 1864 - Viauville in Montréal. 19 augustus 1939) was een Canadees componist en muziekpedagoog.
Zijn oeuvre omvat een aantal werken voor koor en kamermuziek,  verschillende motetten en enkele werken voor symfonieorkest. Veel van zijn muziek is geestelijk. Veel muziek van hem is nooit uitgegeven en sommige van zijn partituren zijn door brand verwoest. De Bibliothèque et Archives nationales du Québec heeft meer dan 30 originele partituren in beheer.

## Leven
Fortier kreeg zijn eerste muzieklessen aan het Klein Seminarie (Petit Séminaire) van St.-Thérèse net buiten Montréal, waar hij les kreeg van Vader Sauvé. Hij vervolgde zijn opleiding bij Guillaume Couture en Dominique Ducharme in Montréal. Fortier ging in 1885 naar Frankrijk om voor 5 jaar te studeren aan het Parijse Conservatorium. Hij kreeg er les van Théodore Dubois (harmonieleer), Romain Bussine (zang) en Ernest Guiraud (compositie).
In 1890 keerde Fortier terug naar Canada om les te geven aan het Institut Nazareth in Montréal in contrapunt, harmonieleer en zang. Hij gaf ook les aan de dames van het Sacré-Coeur-klooster, het Villa Maria-klooster en aan het Conservatorium van de Canadian Artistic  Society. Tot zijn leerlingen behoorden Jean-Noël Charbonneau, Gabriel Cusson, Frederic Pelletier en Édouard LeBel. Van 1892-1893 was hij dirigent van de Notre-Dame-Basiliek in Montréal). Hij werkte vanaf 1900 in Ottawa als vertaler Frans-Engels voor de Canadese federale overheid. Hij stierf in Viauville op 74-jarige leeftijd.

## Prijzen en onderscheidingen
- In 1926 werd hem een eredoctoraat toegekend door de Universiteit van Montréal.[1]
- In 1985 werd in de stad Montréal een straat in het district Pointe-aux-Trembles naar hem vernoemd.[1]
- In 1988 vormden de sopraan Liette Turner, cellist Alain Aubut en pianist Réjean Coallier en Ensemble Achille Fortier, dat zich wijdde aan het uitvoeren van muziek uit Québec uit de 19e eeuw en begin van de 20e eeuw. Ze brachten diverse cd's uit, waarvan veel met muziek van Fortier.[1]

- Bibliothèque nationale de France: cb14807442t (data)
- International Standard Name Identifier: 0000 0000 7367 6184
- Library of Congress Control Number: no97015352
- MusicBrainz: 22674ce8-315c-44ad-8c38-4abaa7a60abb
- Virtual International Authority File: 5195235
- WorldCat: E39PBJbGT7j39gCGJwQrfK8t8C